# Карабулін Борис Миколайович
Карабулін Борис Миколайович народився 13 липня 1926 року в місті Вологда. З раннього шкільного віку захопився образотворчим мистецтвом. Бажання стати художником було головною мрією його складного дитинства, нелегкої юності. У 1943 році Бориса Карабуліна було призвано до Радянської Армії. Однак за наказом командування він в числі інших однолітків не пішов на фронт, а залишився працювати на військовому заводі в Ленінграді. Під час блокади міста на Неві йому неодноразово довелося дивитися смерті у вічі, достеменно пізнати жахи війни. Саме тоді, очевидно, сформувалися головні риси характеру майбутнього художника: любов до життя, вміння бачити і цінувати красу.

## Післявоєнний період
Опісля перемоги над фашизмом Борис Карабулін брав участь у відбудові народного господарства. Наприкінці 1940-х років доля закинула його в Алма-Ату. Працюючи в художньо-оформлюваних майстернях, він вирішує вступити на навчання в місцеве художньо-театральне училище (1950 рік). Однак, успішно склавши вступні іспити, він не проходить по конкурсу. Ця прикра поразка не зруйнувала його бажання вчитися. Від 1950 по 1952 роки Борис Карабулін відвідує заняття в училищі вільним слухачем. За ці неповні два роки він здобув основи професійної грамоти художника. Наполегливо працюючи самостійно, удосконалював рівень майстерності. Своїми учителями і наставниками нині вважає класиків: художників Шишкіна, Полєнова, Саврасова, Айвазовського, оскільки творчість цих митців була головним орієнтиром у його діяльності.

## Товариство волинських художників
З 1952 року Борис Карабулін мешкає у Луцьку. Разом із іншими волинськими митцями (І. Даньшиним, Д. Латишевим, М. Дімуном, А. Ніколаєнко, П. Сензюком) він брав активну участь у заснуванні та розбудові Товариства волинських художників — першої мистецької організації в області, а дещо пізніше (початок 1960-х років) став одним із ініціаторів формування в Луцьку художньо-виробничих майстерень Художнього фонду УРСР.

## Творчість
Старанно виконуючи численні оформлювані роботи, Борис Карабулін невтомно працював творчо, демонструючи свої здобутки на багатьох міських та обласних художніх виставках. Сьогодні у його доробку — скульптура, твори декоративно-прикладного мистецтва і величезна кількість олійних полотен. Це зворушливі картини побуту, витончені пейзажі («Полісся», «Березнева відлига», «Околиці Ялти», «Чайки над морем», «Волинська далечінь» та інші), об'ємні панорами історичної тематики («Наливайко біля замку Любарта» тощо). У кожній із цих робіт Борис Карабулін як справжній художник-реаліст намагався досягти максимальної правдивості, подекуди, навіть ілюзорної відповідності з натурою. Потріскана кора дерев, сонячні зайчики на лісових галявинах, пухкі хмаринки на блакитному небі — все сповнене споглядальності та спокою.

## Картини
- «Сосни, освітлені сонцем»
- «Перший сніг»
- «Рибацькі човни»
- «Гірський пейзаж»
- «Березнева відлига»
- «Полісся»
- «Околиці Ялти»
- «Чайки над морем»
- «Волинська далечінь»
- «Взяття Луцького замку С.Наливайком» (1968)
- та інші

## Галерея

Взяття Луцького замку С.Наливайком, 1968
Зірку спроектував Карабулін Б. М. , вага 1 тонна, позолота.